# Schmorkau (Oschatz)
Schmorkau ist ein Ortsteil der Stadt Oschatz im Landkreis Nordsachsen in Sachsen.

## Geographie und Verkehrsanbindung
Schmorkau liegt östlich des Stadtkerns von Oschatz. Die S 28 verläuft südlich und etwas weiter südlich verläuft die B 6. Am westlichen Ortsrand fließt die Döllnitz, ein linker Nebenfluss der Elbe. Die Kirche befindet sich Ortsmitte auf einer Geländeerhebung.